# Carl Mathern
Friedrich „Fritz“ Carl Mathern (* 2. Februar 1881 in Bad Homburg vor der Höhe; † 8. Dezember 1960 in Eppelsheim) war ein deutscher Journalist und Dramatiker in Frankfurt am Main. Als Bühnenautor spezialisierte er sich auf Schwank und Komödie.

## Leben
Carl Friedrich Mathern verbrachte die Kindheit in Rheinhessen. Seine Eltern waren Friedrich Mathern und Marie Curschmann. 1913 heiratete er in Frankfurt Bertra Frieda Daube aus Dessau.
Er arbeitete zunächst beim Frankfurter Bankhaus Emden, wechselte aber in den Journalismus und wurde Redakteur beim auflagenstarken Frankfurter „General-Anzeiger“ im Verlag der Familie Horstmann. Er war Lokalreporter und spätestens ab 1918 verantwortlicher Redakteur, also Ressortleiter, „für den örtlichen Teil und Umgegend“, wie es im Impressum auf der ersten Seite hieß. Seine lustigen Beiträge im Lokalteil galten als „echter Alt-Frankfurter Humor“.
1910/11 spielte er eine zentrale Rolle im „Zeitungskrieg“ zwischen seinem Blatt und den konkurrierenden Frankfurter Nachrichten. Mathern verfasste Schmähartikel gegen die andere Zeitung, die ihr Geschäftsgebaren im Anzeigen- und Abonnentenvertrieb angriffen; diese Artikel lancierte er anonym über das Frankfurter Sensations- und Satireblatt Die Fackel. Daraus entstanden reichsweit beachtete Zivil- und Strafprozesse. Mathern und sein Verleger räumten vor Gericht Fehlverhalten ein.
Bekannt wurde er beim Zeitungspublikum vor allem unter dem Pseudonym „Fips“ durch seine „volksnahen Glossen zur Schilderung der kleinen Alltagssorgen“ und „Wochenplaudereien, über die ganz Frankfurt schmunzelte“. Als der „General-Anzeiger“ im Dezember 1923 in einer Umfrage unter 25.000 Lesern nach den fünf beliebtesten und volkstümlichsten Personen der Stadt fragte, kam Mathern auf den vierten Platz.
Schon vor und während des Ersten Weltkriegs begann der Zeitungsjournalist seine Jahrzehnte währende Zusammenarbeit mit dem Bühnenschriftsteller Otto Schwartz und dem Komiker Toni Impekoven, der 1914 ans Schauspielhaus des Frankfurter Stadttheaters gekommen war. Gemeinsam verfassten sie zahlreiche Volksstücke, vor allem Lustspiele, Schwänke, Possen und Grotesken. Einige wurden später für das Kino oder das Fernsehen verfilmt oder auf Volkstheaterbühnen für das Fernsehen aufgezeichnet. Zu den bekanntesten und erfolgreichsten gehören „Der Meisterboxer“, „Der doppelte Moritz“ und „Die drei Zwillinge“. Einige Stücke werden bis heute von Volks- und Heimatbühnen auch von Amateuren gespielt.

## Publikationen
Mathern veröffentlichte seine zahlreichen Bühnenstücke (siehe unten) in Theaterverlagen wie Bloch (Berlin), Wilhelm Köhler (München) oder Drei Masken (München).
Während des Ersten Weltkrieges schrieb er als „Fips im Felde“ ein Anekdoten- und Schnurrenbuch, das auf Feldpostbriefen, mündlichen und Zeitungsberichten fußte und die heitere Seite des Krieges darstellen sollte:
- Mit Mörsern und Haubitzen. Lustige Kriegsbilder von Anno 14/15. Concordia Deutsche Verlagsanstalt, Berlin 1915 urn:nbn:de:bsz:21-dt-233408

## Theaterstücke
- 777:10, ein Turf- und Totoschwank in drei Starts (mit Otto Schwartz) (1913)
- Der Kampf mit dem Drachen / Junggesellendämmerung (mit Toni Impekoven) (1917/1936)
- Liebe ohne Kuss? (1919)
- Der Riese Goliath (mit Toni Impekoven) (1919)
- Die drei Zwillinge (mit Toni Impekoven) (1919)
- Neunzehnhundertneunzehn! Eine Zeitschnurre (mit Toni Impekoven) (1920)
- Ehezauber (1921)
- Die lustigen Vagabunden (mit Toni Impekoven) (1921)
- Mohrenwäsche (mit Toni Impekoven) (1922)
- Der doppelte Moritz (mit Toni Impekoven) (1923, 1977 als Fernsehproduktion)
- Otto der Treue (mit Toni Impekoven) (1924, 1977 als Fernsehproduktion)
- Hamlet in Krähwinkel (mit Toni Impekoven) (1924)
- Der blonde Scheidungsgrund (mit Toni Impekoven) (1925)
- Wer niemals einen Rausch gehabt (mit Toni Impekoven) (1925)
- Allotria (mit Toni Impekoven) (1927)
- Der Meisterboxer (mit Otto Schwartz) (1926, mehrere Fernseh- und Filmproduktionen, u. a. 1956 als August der Halbstarke Kinofilm von Hans Wolff mit Theo Lingen in der Titelrolle, 1960 Fernsehproduktion des Kölner Millowitsch-Theaters von Willy Millowitsch, 1961 Fernsehfilm von Josef Stauder)

- Das goldene Kalb (mit Otto Schwartz) (1926, 1957 als Zwei Vagabunden Fernsehproduktion des Kölner Millowitsch-Theaters von Willy Millowitsch)
- Maccaroni (mit Toni Impekoven) (1927/1936)
- Max der Prominente (mit Toni Impekoven) (1927)
- Der Zahn der Zeit (mit Toni Impekoven) (1927)

- Die schwarze Kugel (mit Toni Impekoven) (1929)
- Max oder Bobby (1929)
- Wenn der gold’ne Wein blüht (mit Toni Impekoven) (1929)
- Wochen-End-Zauber oder Das Abenteuer im Grünen (1930)
- Die neue Sachlichkeit (mit Toni Impekoven) (1930)
- Drunter und drüber, rechts und links (mit Toni Impekoven) (1931)
- Peter und Paul' (mit Toni Impekoven) (1932)
- Wie heißt das Stück? (mit Toni Impekoven) (1932)
- Der fröhliche Repunzelplatz (mit Toni Impekoven) (1934)
- Der Raub der schönen Helena (mit Toni Impekoven) (1938)
- Xanthippe Musikalburleske (mit Toni Impekoven) (1938)
- Die silbernen Löffel (mit Toni Impekoven) (1940)
- Ein toller Fall (mit Toni Impekoven) (1941, 1956 Kinofilm als Ein tolles Hotel)
- Angelika (mit Toni Impekoven) (1942)

## Hörspiele
- 1926: Verlobung bei Mollebuschs! Ein Fastnachtsdienstag-Dauerwellen-Ulk. unter Mitwirkung von Mitgliedern der Frankfurter Bühnen – Regie: Heinz Hilpert (Sketch (nicht gesichert), Sendespiel (Hörspielbearbeitung) (nicht gesichert) – Südwestdeutscher Rundfunkdienst AG (Frankfurt am Main) (SÜWRAG))
- 1928: Mit Co-Autor Toni Impekoven: Junggesellendämmerung. Schwanklustspiel in drei Akten – Regie: Ben Spanier (Sendespiel (Hörspielbearbeitung) – SÜWRAG)
- 1948: Mit Co-Autor Toni Impekoven: Angelika – Bearbeitung und Regie: Theodor Steiner (Hörspielbearbeitung – Radio Frankfurt)

Bearbeitung (Wort): mit Toni Impekoven:
- 1926: Gustav Raeder: Robert und Bertram. Posse mit Gesang und Tanz in vier Teilen – Regie: Hans Flesch (Sendespiel (Hörspielbearbeitung) – SÜWRAG)